# Колхидська низовина

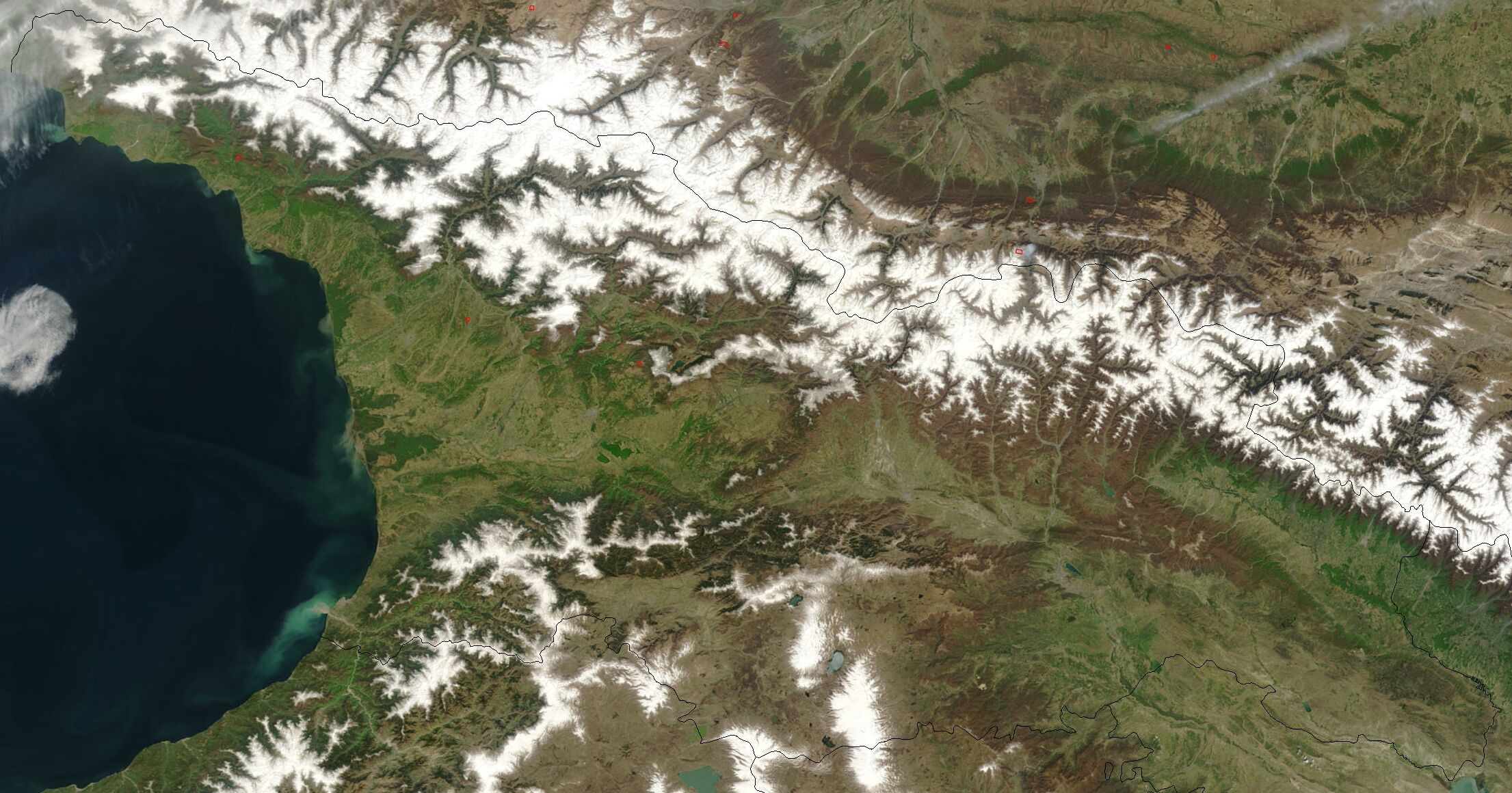
Колхидська низовина — зелена частина, прилегла до Чорного моря

Вона ж на топографічній мапі

Колхидська низовина́, низовина в Грузії, між берегом Чорного моря на заході, горами Великого Кавказу на північному сході і Малим Кавказом на півдні.

## Загальні відомості

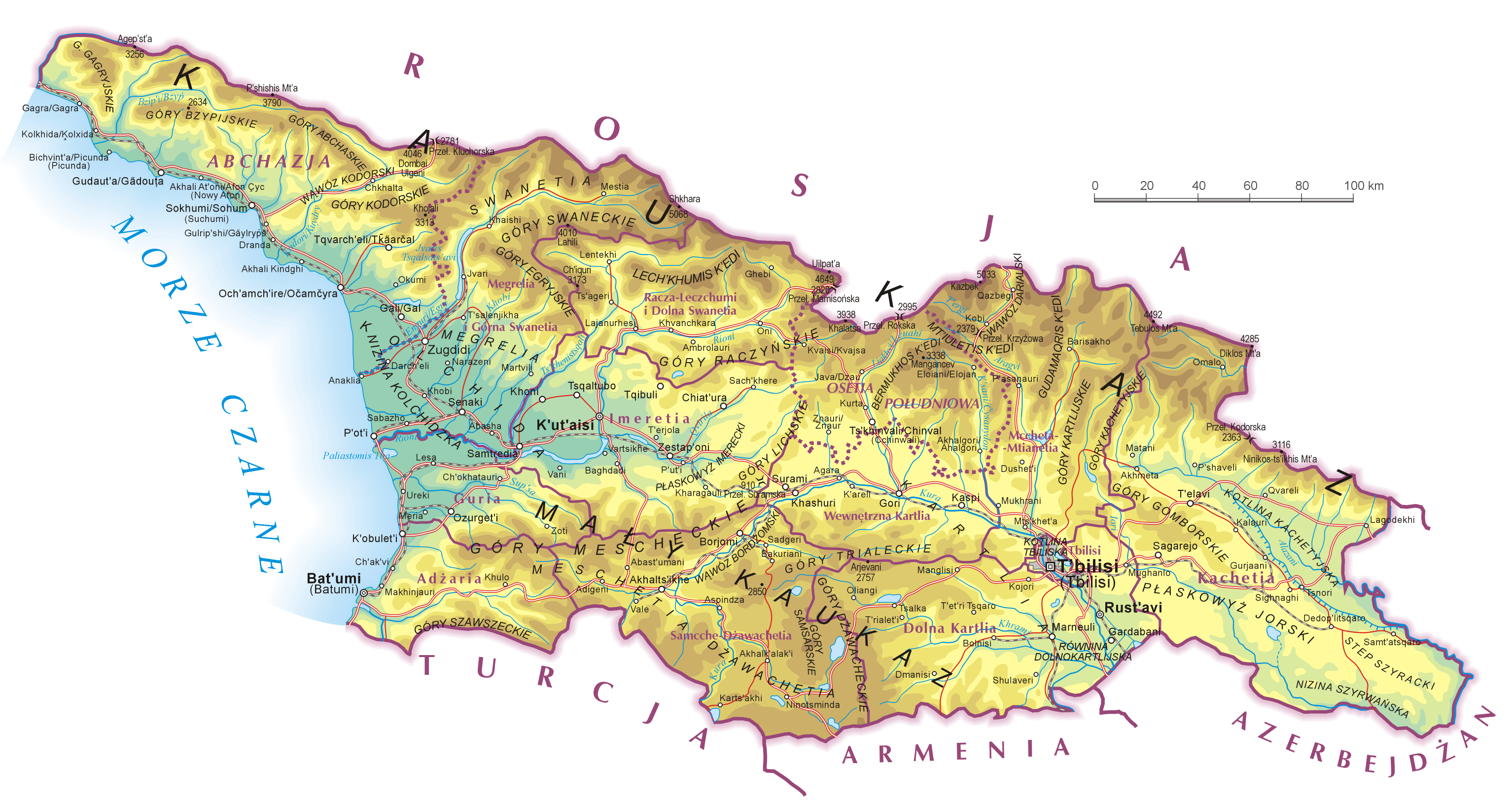

Вздовж моря тягнеться від м. Сухумі до міста Кобулеті. На заході ледве підноситься над рівнем моря, у подніжжя гір облямована розчленованими терасами заввишки до 100—150 м. Колхидська низовина — алювіальна рівнина, що займає западину синклінальної будови; потужність алювію антропогену до 700 м. Є нафтогазові прояви, мінеральні джерела (Цхалтубо). Поверхня Колхидської низовини у західній частині ускладнена староріччям, прирусловими валами, невисокими піщаними масивами — лідо; обширні заболочені простори.

## Клімат
Клімат субтропічний вологий, з м'якою зимою, невеликими амплітудами температур, рясними осіданнями протягом всього року (в середньому 1 500 мм), високою вологістю повітря. Середня температура січня від 4,5 °C до 6 °C, серпня 23—24°С.

## Гідрографія

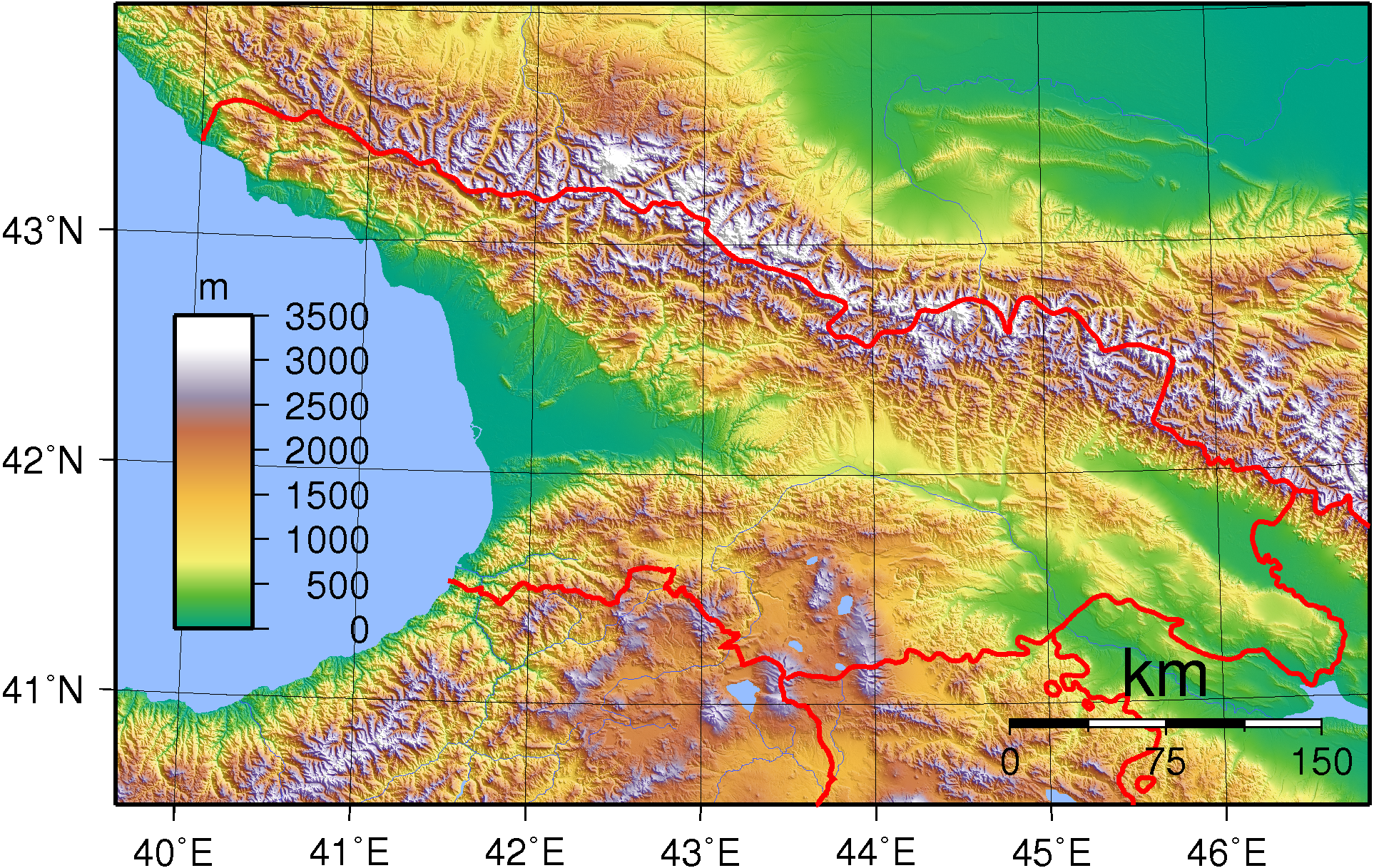

Колхидська низовина перетинається річками Ріоні, Інгурі тощо. Режим річок паводочний. Поблизу м. Поті біля моря — озеро Палеостомі.

## Рослинність
На Заході переважають болотяні ландшафти з осоково-ситниковою, осоково-разнотравною рослинністю, сфагновим покривом і очеретяними чагарниками. Серед боліт значну площу займають вільхові ліси. На підведених околицях поширені дубові, букові, грабові ліси з вічнозеленими чагарниками і ліанами. Суцільно лісиста у минулому, Колхидська низовина зайнята переважно посівами зернових (головним чином кукурудзи), садами і плантаціями субтропічних культур.

## Ресурси Інтернету
- Колхидська низовина на сайті Кавказ [Архівовано 22 серпня 2013 у Wayback Machine.]

(рос.)
| Грузія | Це незавершена стаття з географії Грузії. Ви можете допомогти проєкту, виправивши або дописавши її. |